# Chevrolet Standard Six
Chevrolet Standard Six – samochód osobowy wyprodukowany pod amerykańską marką Chevrolet 1934–1936.

## Galeria

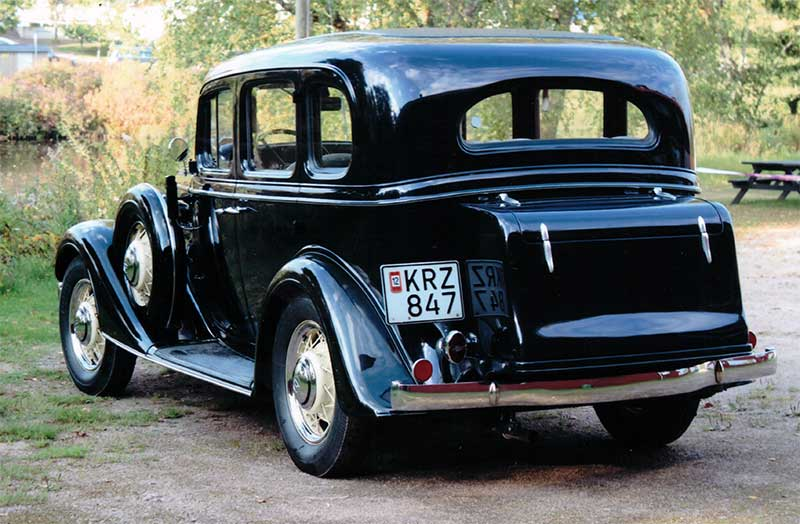
Chevrolet Standard Six - tył
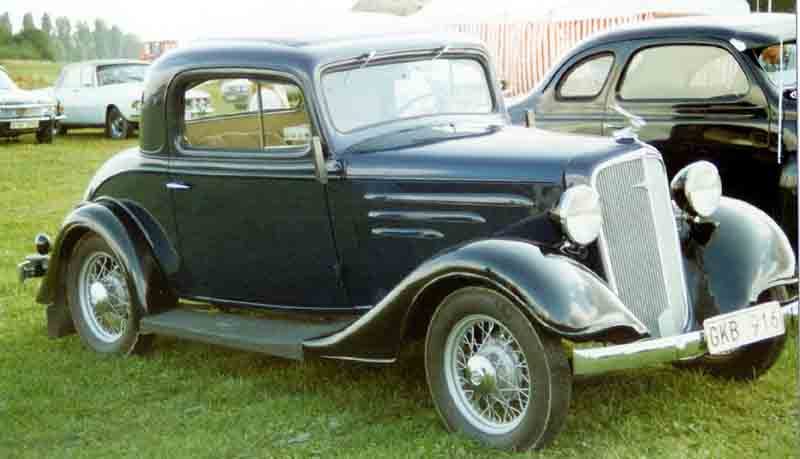
Chevrolet Standard Six Coupe